# Liste der Naturdenkmale in Sersheim
| Naturdenkmale | Anzahl |
| ------------- | ------ |
| FND           | 12     |
| END           | 1      |
| Gesamt        | 13     |

Die Liste der Naturdenkmale in Sersheim nennt die verordneten Naturdenkmale (ND) der im baden-württembergischen Landkreis Ludwigsburg liegenden Gemeinde Sersheim. In Sersheim gibt es insgesamt dreizehn als Naturdenkmal geschützte Objekte, davon zwölf flächenhafte Naturdenkmale (FND) und ein Einzelgebilde-Naturdenkmal (END).
Stand: 31. Oktober 2016.

## Flächenhafte Naturdenkmale (FND)
| Name                                                                                | Bild | Kennung     | Einzelheiten | Position | Fläche Hektar | Datum        |
| ----------------------------------------------------------------------------------- | ---- | ----------- | ------------ | -------- | ------------- | ------------ |
| Bodenseele                                                                          | BW   | 81180680010 | Sersheim     | ⊙        | 3,5           | 2. Apr. 1993 |
| Drittes Möhrseele                                                                   | BW   | 81180680006 | Sersheim     | ⊙        | 0,2           | 2. Apr. 1993 |
| Feldgehölz im Gewann „Merzental“                                                    | BW   | 81180680003 | Sersheim     | ⊙        | 1,8           | 7. Juli 1989 |
| Feldgehölze und Heiden im Gewann Trieb                                              | BW   | 81180680007 | Sersheim     | ⊙        | 2,0           | 7. Juli 1989 |
| Großes Möhrseele                                                                    | BW   | 81180680004 | Sersheim     | ⊙        | 0,3           | 2. Apr. 1993 |
| Hecke im Gewann „Trieb“                                                             | BW   | 81180680008 | Sersheim     | ⊙        | 0,7           | 7. Juli 1989 |
| Jungfernbrünnele                                                                    | BW   | 81180680002 | Sersheim     | ⊙        | 0,4           | 2. Apr. 1993 |
| Kleines Möhrseele                                                                   | BW   | 81180680005 | Sersheim     | ⊙        | 0,2           | 2. Apr. 1993 |
| Magerwiesen und Gehölzbestand „Beckenwäldle“                                        | BW   | 81180680009 | Sersheim     | ⊙        | 1,0           | 7. Juli 1989 |
| Pflanzenstandort, Magerrasen, Feuchtgebiete, Waldsaum und Hecken in den Gewannen "K | BW   | 81180680013 | Sersheim     | ⊙        | 0,6           | 7. Juli 1989 |
| Randgebiete der Sulz                                                                | BW   | 81180680012 | Sersheim     | ⊙        | 4,9           | 7. Juli 1989 |
| Wiesenmoor und Waldrand am Eichwald                                                 | BW   | 81180680011 | Sersheim     | ⊙        | 1,9           | 2. Apr. 1993 |
| Legende für Naturdenkmal                                                            |      |             |              |          |               |              |

## Einzelgebilde (END)
| Name                     | Bild | Kennung     | Einzelheiten | Position | Fläche Hektar | Datum        |
| ------------------------ | ---- | ----------- | ------------ | -------- | ------------- | ------------ |
| 1 Roßkastanie            | BW   | 81180680001 | Sersheim     | ⊙        | 0,0           | 7. Juli 1989 |
| Legende für Naturdenkmal |      |             |              |          |               |              |